# Operațiunea Scutul Oceanului
Operațiunea Scutul Oceanului a fost contribuția Organizației Tratatului Atlanticului de Nord în Operațiunea Îndurarea Libertății - Cornul Africii, o inițiativă anti-piraterie purtată în Oceanul Indian, Canalul Guardafui, Golful Aden și Marea Arabiei.